# Joseph Schmuzer

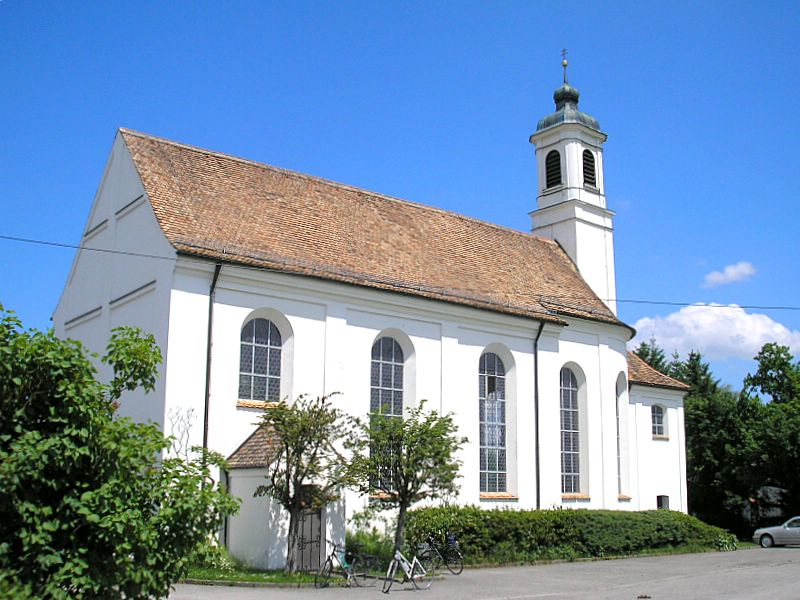
Die Wallfahrtskirche Maria Aich

Joseph Schmuzer (auch Joseph Schmutzer; * 13. Februar 1683 in Wessobrunn; † 19. März 1752 ebenda) war ein süddeutscher Baumeister und Stuckateur der so genannten Wessobrunner Schule.
Wie sein Vater Johann Schmuzer arbeitete er ausschließlich im Verbreitungsgebiet des süddeutschen Barock und dessen Spätformen bis hin zum Rokoko. Als Nachfolger seines Vaters war er Stiftsbaumeister von Wessobrunn.
Als seine Hauptwerke gelten die  Pfarrkirche in Oberammergau (1736–1742) und die Barockisierung der Stiftskirche in Rottenbuch (1727–1746) sowie die Klosterkirche von Schongau. Ab 1723 arbeitete Johann Georg Gigl bei ihm als Geselle.
Sein Bruder Franz Schmuzer und sein Sohn Franz Xaver Schmuzer (1713–1775) waren ebenfalls Stuckateure.

## Werke
Stuckarbeiten
- um 1700: Friedrichshafen, Stuckierung der Prioratskirche, mit seinem Vater und Bruder Franz
- 1702/1703: St. Peter und Paul (Irsee), Stuckatur der Klosterkirche
- 1720–1725: Pfarrkirche St. Georg in Bad Bayersoien

Bauwerke
- 1707–1721: Neubau von Konventstock und Prälatur, Umbau der Kirche im Kloster Wessobrunn
- 1709: Wallfahrtskirche Mariä Himmelfahrt in Oberostendorf, Bau und Stuckierung der Sakristei (1709)
- 1711–1719: Katholische Filialkirche St. Pankratius in Ramsach (Penzing)
- 1715: Katholische Pfarrkirche Mariä Himmelfahrt in Epfenhausen (Penzing (Bayern))
- 1716/1717: Katholische Pfarrkirche St. Margaretha in Issing (Vilgertshofen)
- 1717–1722: Bau der Klosterkirche von Heilig Kreuz in Donauwörth, nach Entwurf von Franz Beer
- 1718: Turmaufsatz der Pfarrkirche St. Ulrich in Eresing
- 1718–1742: Katholische Pfarrkirche St. Sixtus in Moorenweis
- 1720: St. Johann Baptist in Asch (Fuchstal), Neubau und Stuckierung des Langhauses
- 1721–1725: St. Martin in Pfaffenhofen an der Zusam, Neubau und Stuckatur der Pfarrkirche
- 1723: St. Martin in Zusamaltheim
- 1723: Langhaus der Pfarrkirche St. Laurentius in Pähl
- um 1723–1725: Pfarrkirche in Mertingen
- 1725: Pfarrkirche St. Michael in Beuern, Gemeinde Greifenberg
- 1725/1726: Turmaufbau der Kirche St. Petrus und Paulus in Petzenhausen (Weil)
- 1725–1727: Pfarrkirche in Murnau (zugeschrieben)
- 1727–1729: Kloster Irsee, Bau und Stuckierung von Abtei und Gastwohnung
- 1729: Kloster Schongau, Spitalkirche Hl. Geist
- 1730–1733: St. Martin in Garmisch-Partenkirchen, neue Pfarrkirche, auch Hauptteil der Stuckierung
- 1731: Pfarrhaus in Oberammergau
- 1732: Südturm der Wallfahrtskirche Zur Schmerzhaften Muttergottes in Vilgertshofen
- 1734: Wallfahrtskirche Maria Aich („Aichkirche“) Peißenberg
- 1734: Pfarrkirche St. Martin in Gablingen
- 1735–1737: Wallfahrtskirche Maria Hilf (Bad Tölz)
- 1736–1742: Pfarrkirche St. Peter und Paul in Oberammergau, Bau und Stuckierung zusammen mit Sohn Franz Xaver
- 1738: Mittenwald, Pfarrkirche St. Peter und Paul
- 1738: Kapelle St. Antonius Denklingen, Vergrößerung
- ab 1740: Ausbau von Kloster Weingarten (1740 ff., 1743 Vertrag über die Stuckierung von Ost- und Nordflügel)
- ab 1745: Kloster Ettal, Wiederherstellung der Klosterkirche Mariä Himmelfahrt (vollendet 1748) und Ausbau der Klostergebäude (vollendet 1753), Stuckierung zusammen mit Johann Georg Üblhör
- 1747/1748: Verlängerung der Filialkirche Unsere Liebe Frau in Petzenhausen